# Alexis Jones
Alexis Michelle Jones (Midland, 8 maggio 1994) è una cestista statunitense, professionista nella WNBA.

## Carriera
È stata selezionata dalle Minnesota Lynx al primo giro del Draft WNBA 2017 (12ª scelta assoluta).

## Palmarès
- Campionato WNBA: 1

Minnesota Lynx: 2017
- Campionato svizzero: 1

Elfic Fribourg: 2020-21
- Coppa di Svizzera: 1

Elfic Fribourg: 2021